# Lasaeola tristis hissariensis
Lasaeola tristis là một phân loài nhện trong họ Theridiidae.
Loài này thuộc chi Lasaeola. Lasaeola tristis hissariensis được miêu tả năm 1951 bởi Charitonov.